# Четврти конгрес СК Босне и Херцеговине
Четврти конгрес Савеза комуниста Босне и Херцеговине одржан је од 2. до 5. марта 1965. у дворани Радничког универзитета „Ђуро Ђаковић” у Сарајеву. Конгресу је присуствовало 635 делегата.
Конгрес је отворио Ђуро Пуцар Стари секретар Извршног комитета ЦК СК Босне и Херцеговине, након чега је изабрано радно председништво Конгреса и увојен дневни ред — 1. Извештај о раду ЦК СК Босне и Херцеговине и Извештај о раду Ревизионе комисије СК Босне и Херцеговине између Трећег и Четвртог конгреса, 2. Реферат о актуелним задацима СК Босне и Херцеговине у даљем социјалистичком развоју Босне и Херцеговине, 3. Избор Централног комитета, Контролне комисије и Ревизионе комисије СК Босне и Херцеговине и 4. Питања и предлози. Делегате конгреса испред Централног комитета СКЈ поздравио је Мијалко Тодоровић.
Наредних дана Конгрес је радио по комисијама — Комисија за изградњу Савеза комуниста, Комисија за друштвено-економски развитак и Комисија за културу и образовање. Након свеобухватне расправе на пленарним седницама и раду по комисијама, у којима је учествовало 130 делегата, Конгрес је последњег дана усвојио докумета и донео Резолуцију о задацима Савеза комуниста Босне и Херцеговине у наредном периоду. Последњег дана рада Конгрес је изабрао 103 члана Централног комитета, 17 чланова Контролне комисије и 25 чланова Ревизионе комисије Савеза комуниста Босне и Херцеговине.
На првој седници Централног комитета СК Босне и Херцеговине, одржаној истог дана за секретара Извршног комитета ЦК СК БиХ изабран је Цвијетин Мијатовић, који је заменио Ђуру Пуцара који се на челу Централног комитета налазио од његовог формирања, новембра 1948, односно од јула 1943. године.

## Централни комитет
Чланови Централног комитета Савеза комуниста Босне и Херцеговине изабрани на Четвртом конгресу СК Босне и Херцеговине 5. марта 1965. године:
1. Ахмед Ајановић
2. Нисим Албахари
3. Мато Андрић
4. Новак Анђелић
5. Ивица Атлија
6. Сеад Бабовић
7. Ратко Бајић
8. Јозо Бакрач
9. Бошко Башкот
10. Божо Беванда
11. Мухидин Бегић
12. Џемал Биједић
13. Стипо Билан
14. Грозда Билановић
15. Данило Билановић
16. Павле Бошњак
17. Хасан Бркић
18. Васо Гачић
19. Рајко Гаговић
20. Але Галић
21. Марица Грабеж
22. Џавид Гунић
23. Угљеша Даниловић
24. Петар Додик
25. Карло Домбај
26. Ратко Дугоњић
27. Хајрудин Ђулбић
28. Милутин Ђурашковић
29. Блажо Ђуричић
30. Даница Ерак
31. Слободан Ерцег
32. Јусуф Зјакић
33. Бекто Зоњић
34. Ивица Јакић
35. Раде Јакшић
36. Перо Јеличић
37. Иво Јеркић
38. Нико Јуринчић
39. Момир Капор
40. Чедо Капор
41. Тиџа Карабег
42. Јованка Карапетровић
43. Душко Кнежевић
44. Милан Кнежевић
45. Љубо Ковачевић
46. Анто Крешић
47. Шефкет Куносић
48. Дубравка Латифић
49. Јовица Лазаревић
50. Сретен Лопандић
51. Шефкет Маглајлић
52. Пашага Манџић
53. Јоцо Марјановић
54. Слободан Марјановић
55. Радмила Матић
56. Илија Матерић
57. Лазо Матерић
58. Драго Мажар
59. Мунир Месиховић
60. Нико Михаљевић
61. Цвијетин Мијатовић
62. Бранко Микулић
63. Милош Милаковић
64. Ивица Момчиновић
65. Хајрудин Мујичић
66. Стојан Мутић
67. Панто Николић
68. Франц Новак
69. Невенка Новаковић
70. Миленко Остојић
71. Фердо Палац
72. Милан Пантић
73. Ненад Петровић
74. Хамдија Поздерац
75. Боро Принцип
76. Ђуро Пуцар Стари
77. Васо Радић
78. Сана Салаховић
79. Војо Савић
80. Бојан Селић
81. Вехид Смајловић
82. Зора Соломон
83. Мира Станковшиник
84. Радован Стијачић
85. Реџо Терзић
86. Станко Томић
87. Дедо Трампић
88. Рифат Твртковић
89. Милосава Тркља
90. Кемал Халиловић
91. Адем Херцеговац
92. Есад Хорозић
93. РеФик Хукић
94. Есад Церић
95. Никола Цвијетић
96. Војо Чоловић
97. Јованка Човић
98. Едхем Ћамо
99. Ахмет Чатић
100. Јелена Чишић
101. Недим Шарац
102. Ибрахим Шатор
103. Владо Шегрт

## Извршни комитет ЦК
Чланови Извршног комитета Централног комитета Савеза комуниста Босне и Херцеговине изабрани на првој седници Централног комитета 5. марта 1965. године:
1. Цвијетин Мијатовић, секретар
2. Хасан Бркић
3. Данило Билановић
4. Васо Гачић
5. Ратко Дугоњић
6. Блажо Ђуричић
7. Перо Јеличић
8. Нико Јуринчић
9. Пашага Манџић
10. Бранко Микулић
11. Есад Церић